# Montliot-et-Courcelles
Montliot-et-Courcelles is een gemeente in het Franse departement Côte-d'Or (regio Bourgogne-Franche-Comté) en telt 278 inwoners (1999). De plaats maakt deel uit van het arrondissement Montbard.

## Geografie
De oppervlakte van Montliot-et-Courcelles bedraagt 8,7 km², de bevolkingsdichtheid is 32,0 inwoners per km².
De onderstaande kaart toont de ligging van Montliot-et-Courcelles met de belangrijkste infrastructuur en aangrenzende gemeenten.

## Demografie
Onderstaande figuur toont het verloop van het inwonertal (bron: INSEE-tellingen).